# Brandnetelroest
De brandnetelroest of brandnetel-zeggeroest (Puccinia urticata) is een roest die tot de Basidiomycota behoort. Deze soort werd voor het eerst wetenschappelijk beschreven door F. Kern in 1917.

## Levenscyclus
De schimmel heeft een ingewikkelde cyclus, waarbij zeggesoorten (carex) de primaire waardplanten/gastheren zijn. De schimmel tast ook het blad en de steel van de secundaire waardplant de brandnetel aan waardoor een vergroeiing/gal ontstaat. De kleur begint als bleekgeel en wordt steeds dieper, via geel, oranje naar soms felrood. Op de zegge worden teleutosporen, basidiosporen en uredosporen gevormd en op de brandnetel spermatiën op de bovenzijde van het blad en aecidiosporen op de onderzijde.

## Morfologie
De lichtbruine uredinia zijn ellipsoïd tot langwerpig. De  ellipsoïde of omgekeerd eivormige urediniosporen zijn 22,5-30(-32,5) µm lang en 20-27,5 µm breed en hebben een geelbruine, stekelige wand die 1,5-2,5 µm dik is. Er zijn 3-4 equatoriale kiemporiën. De langwerpige telia zijn zwartbruin. De teliosporen zijn afgerond of afgeknot aan de top en bij het tussenschot ingesnoerd. Ze zijn 37,5-60 µm lang en 15-22,5 µm breed en hebben een kastanjebruine wand, die aan de zijkanten 1,5-2,5 µm dik is en 6-12,5 µm aan de top. De steel is ongeveer even lang als de spore.
De ronde, kleurloze spermatiën zijn 2-3 µm lang en 1-1,5 µm breed. De aeciosporen zijn 20-24 µm lang en 16-19 µm breed.

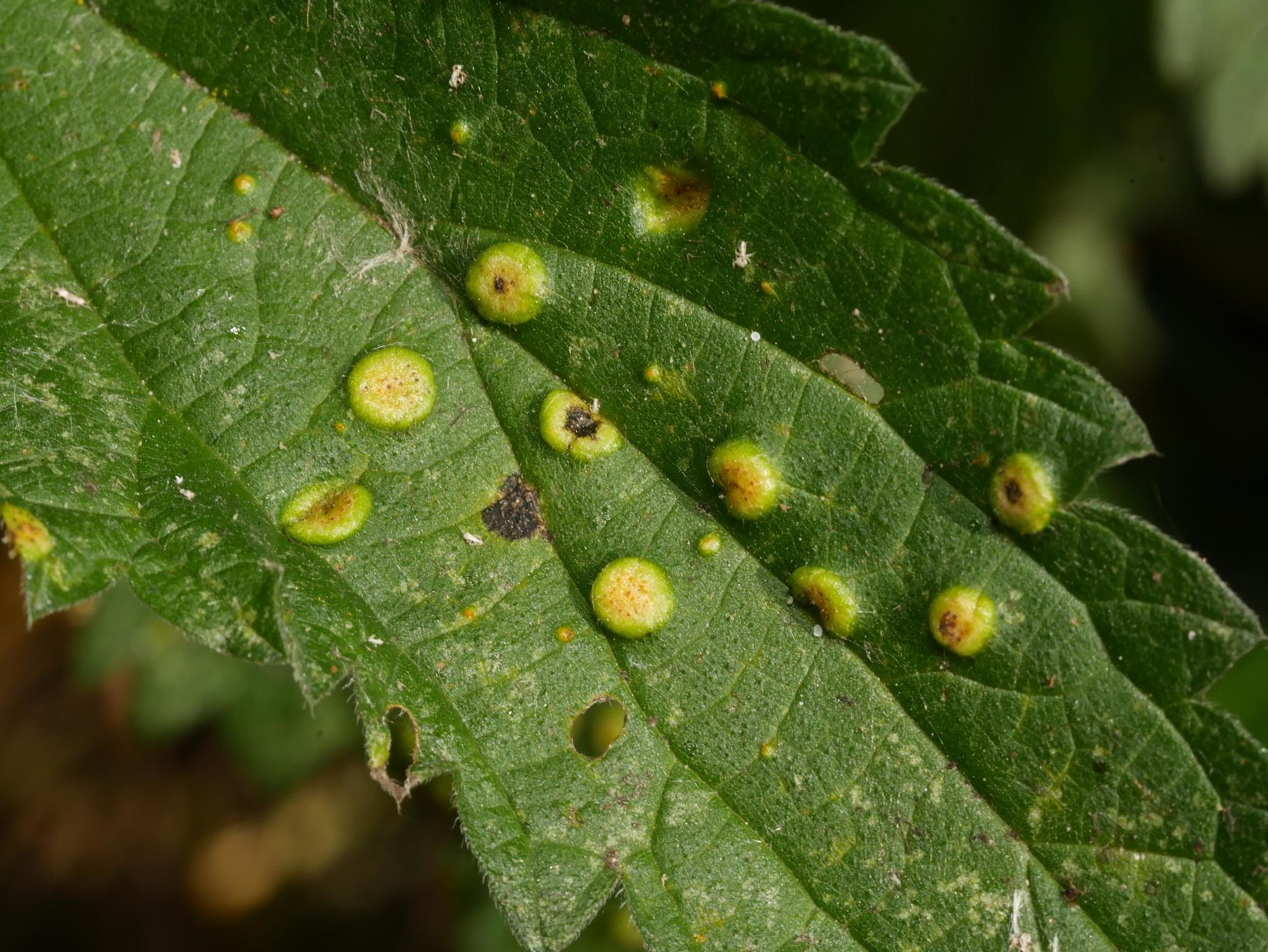
Spermogonia
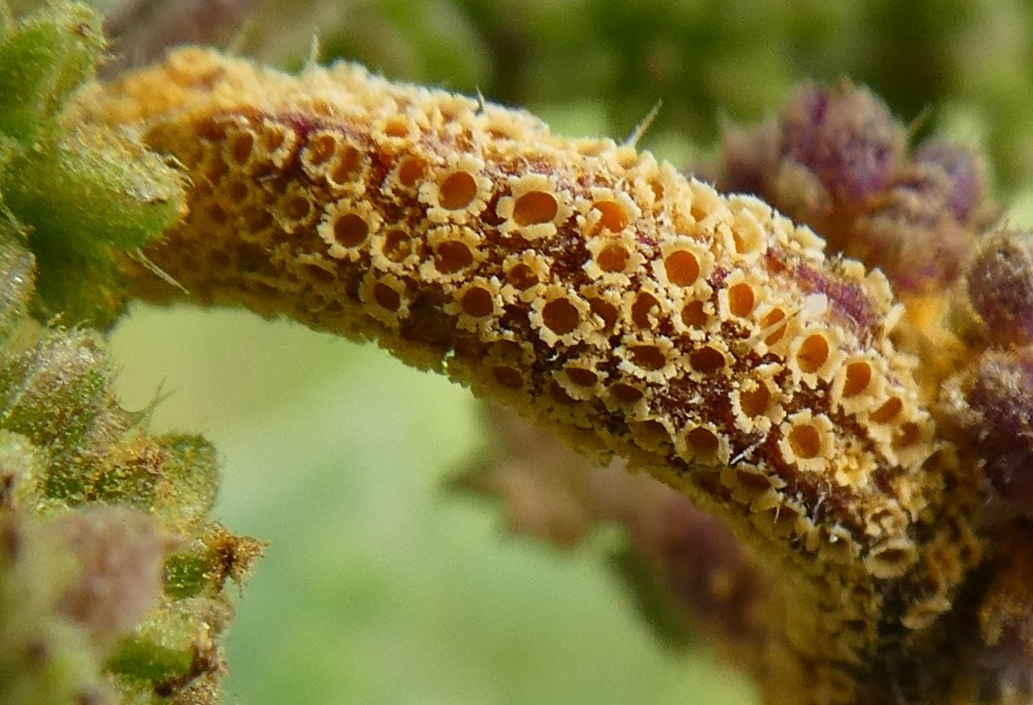
Aecia
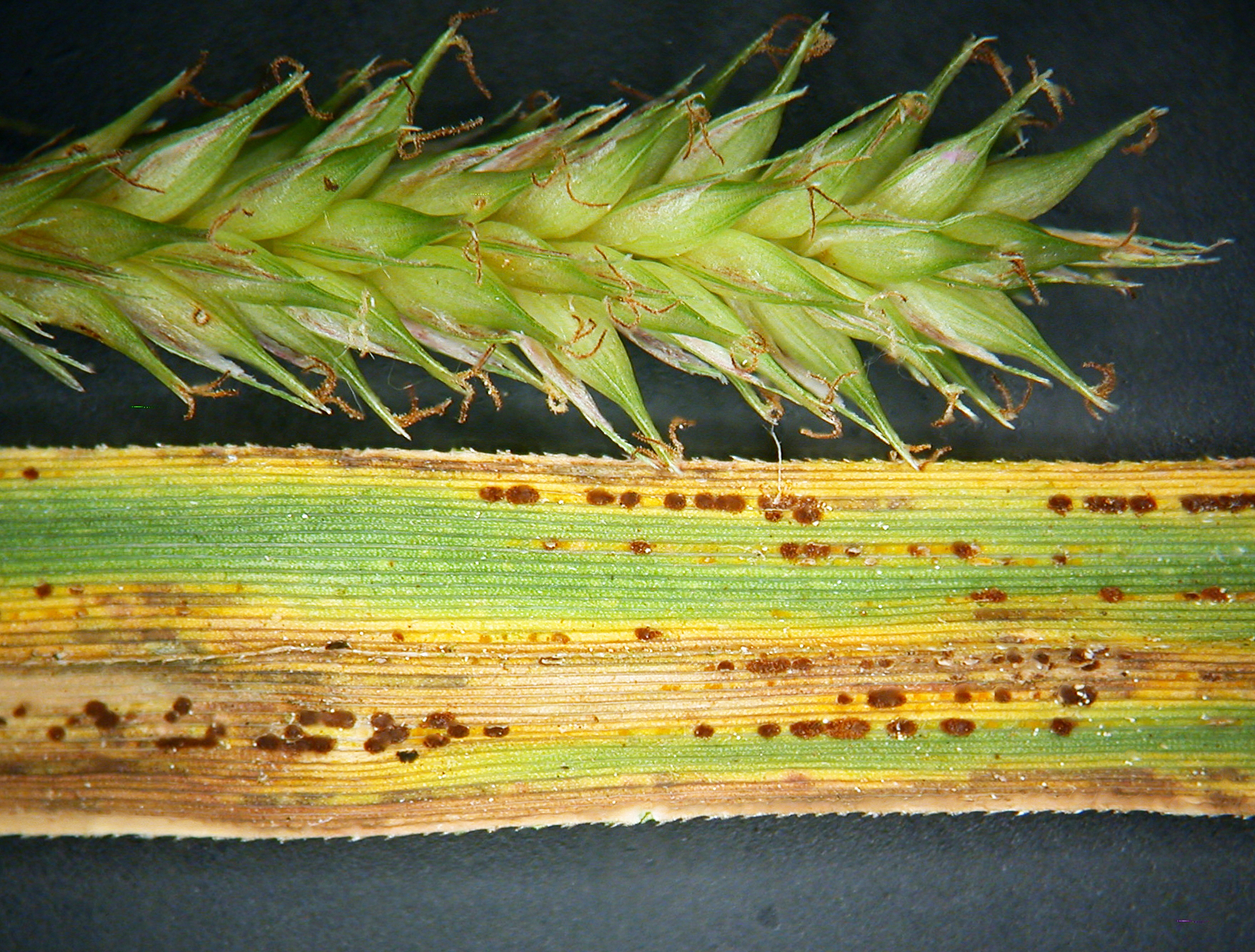
Uredinia
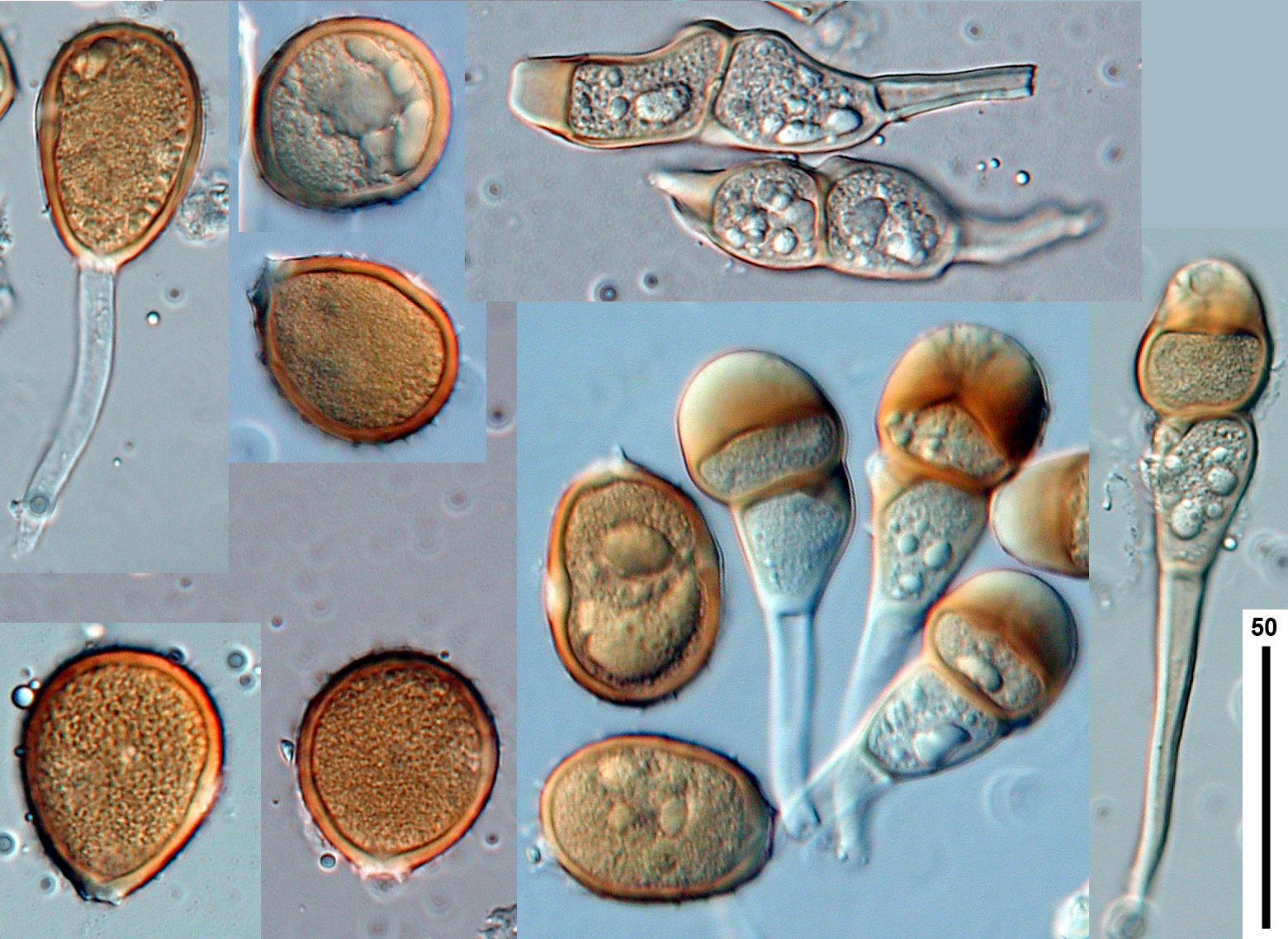
Urediniosporen en teleutosporen

## Verspreiding
De brandnetelroest komt voor in Europa, Noord-Amerika, Australië, Nieuw-Zeeland en enkele Aziatische landen. In Nederland komt deze roestschimmel algemeen voor. Hij staat niet op de rode lijst en is niet bedreigd.